# 対消滅
対消滅（ついしょうめつ、pair annihilation）は、素粒子とその反粒子の対が合体して消滅し、他の素粒子（あるいは、素粒子およびエネルギー）に転化すること。「対生成」の逆。

## 概要
素粒子とその反粒子の対（ペア pair）が合体して、もとの素粒子2つは消滅し、他の形に転化することである。
例えば電子と陽電子（電子の反粒子。電子と同じ質量でプラスの電荷をもつ）の衝突では、電子と陽電子はそれぞれの静止エネルギー（それぞれ511keV）とそれらのもつ運動エネルギーの和に等しいエネルギーをもつ光子に変換され、これはγ線として観測される。具体例としては非常に精度の高い約511keVのエネルギーをもつγ線源として知られるナトリウムの放射性同位体22Naがある。原子核がβ+崩壊によって放出する陽電子と原子核の周囲に存在する電子が対消滅し光子に変換される。対消滅では運動量が保存されるため、大きな運動エネルギーをもたない電子と陽電子の対消滅により変換された二つの光子は均等に分配された静止エネルギーを持つことになる。
他にも、陽子と反陽子の対消滅では多数の中間子が発生する、とされた。

## 比喩やフィクション中の対消滅
転じて、「似ているもの同士が互いに消える」事や共倒れを表すスラングとしても使われる。主人公とそのライバルや、色違いキャラクターなど一見正反対に見えてもどこか根幹で同じ性質を持つもの同士が交わると起こりやすい。
また創作物の世界においては、ゲームの『グラディウス』のビックバイパーやアニメの『ふしぎの海のナディア』に登場するノーチラス号またΝ-ノーチラス号の動力源など、特別なエネルギーの原理として題材にされる事もある（一例として、1995年の東映特撮映画『人造人間ハカイダー』）。